# Рашкув
Ра́шкув (пол. Raszków) — місто в північно-західній Польщі, на річці Олобок, на Каліській височині.

## Демографія
Демографічна структура станом на 31 березня 2011 року:
|          | Загалом | Допрацездатний вік | Працездатний вік | Постпрацездатний вік |
| -------- | ------- | ------------------ | ---------------- | -------------------- |
| Чоловіки | 1026    | 219                | 749              | 58                   |
| Жінки    | 1037    | 208                | 687              | 142                  |
| Разом    | 2063    | 427                | 1436             | 200                  |